# Dendropsophus elegans
Dendropsophus elegans е вид жаба от семейство Дървесници (Hylidae). Видът не е застрашен от изчезване.

## Разпространение
Разпространен е в Бразилия (Алагоас, Баия, Еспирито Санто, Минас Жерайс, Параиба, Парана, Пернамбуко, Рио Гранди до Норти, Рио де Жанейро, Санта Катарина, Сао Пауло и Сержипи).

## Описание
Популацията на вида е стабилна.